# Наумчак Андрій Никифорович
Андрій Никифорович Наумчак (1855— ?) — селянський депутат II Державної думи від Подільської губернії, .

## Біографія
Православний українець, селянин села Філіополя Літинського повіту. Грамотний. Займався землеробством (мав 4½ десятини наділу). Був волосним старшиною.
У лютому 1907 року був обраний до II Державної думи від Подільської губернії. Входив до Трудової групи та фракції Селянського союзу, а також до Української громади.
| | Як одного з найавторитетніших українських послів, Гриневича було обрано одним із її керівників. Характеризуючи особу депутата, ДІ. Дорошенко зауважував, що А.У. Гриневич не був досвіченим політиком, але був свідомимьнаціональним діячем. Свідченням цього було те, що А. Гриневич та ще один подільський депутат А.Н. Наумчак входили до складу спеціальної комісії з вироблення принципів,на яких українські представники мали об’єднатися в Українську Громаду. За активної участі ще одного подолянина (походив із Могилівського повіту) О.Г. Лотоцького комісія виробила Декларацію новоутвореної групи. Вона була ухвалена 11 березня 1907 р. Основними оложеннями її були: - забезпечення прав національної автономії та самоврядування; - надання свобод українській мові; - вирішення аграрного питання; - 8-годинний робочий день та ін. ... Інший подільський депутат, А.У. Гриневич, після розпуску II Державної Думи продовжував співпрацювати з Трудовою групою і ВСС. Так, жандармським управлінням було зафіксовано відправку на його адресу в с. Тимків Балтського повіту прокламацій зазначених організацій. Уже під час роботи ІУ Державної Думи література Трудової групи надсилалася ще одному депутатові-подолянину - А.Н. Наумчаку. У той самий час П.М. Рогожа отримував стенографічні звіти виступів лівих депутатів Державної Думи... |
| — АНАТОЛІЙ ГЛУШКОВЕЦЬКИЙ "ДЕМОКРАТІЯ В ПРОВІНЦІЇ:ВИБОРИ ТА ДІЯЛЬНІСТЬ ДЕПУТАТІВ ПОДІЛЬСЬКОЇ ГУБЕРНІЇ У ДЕРЖАВНИХ ДУМАХ РОСІЙСЬКОЇ ІМПЕРІЇ", http://elar.kpnu.edu.ua:8081/xmlui/bitstream/handle/123456789/6007/Hlushkovetskyi-A.-Demokratiia-v-provintsii-vybory-ta-diialnist-deputativ-Podilskoi-hubernii-u-Derzhavnykh-Dumakh-Rosiiskoi-imperii.pdf?sequence=1&isAllowed=y | |